# Dea Dia

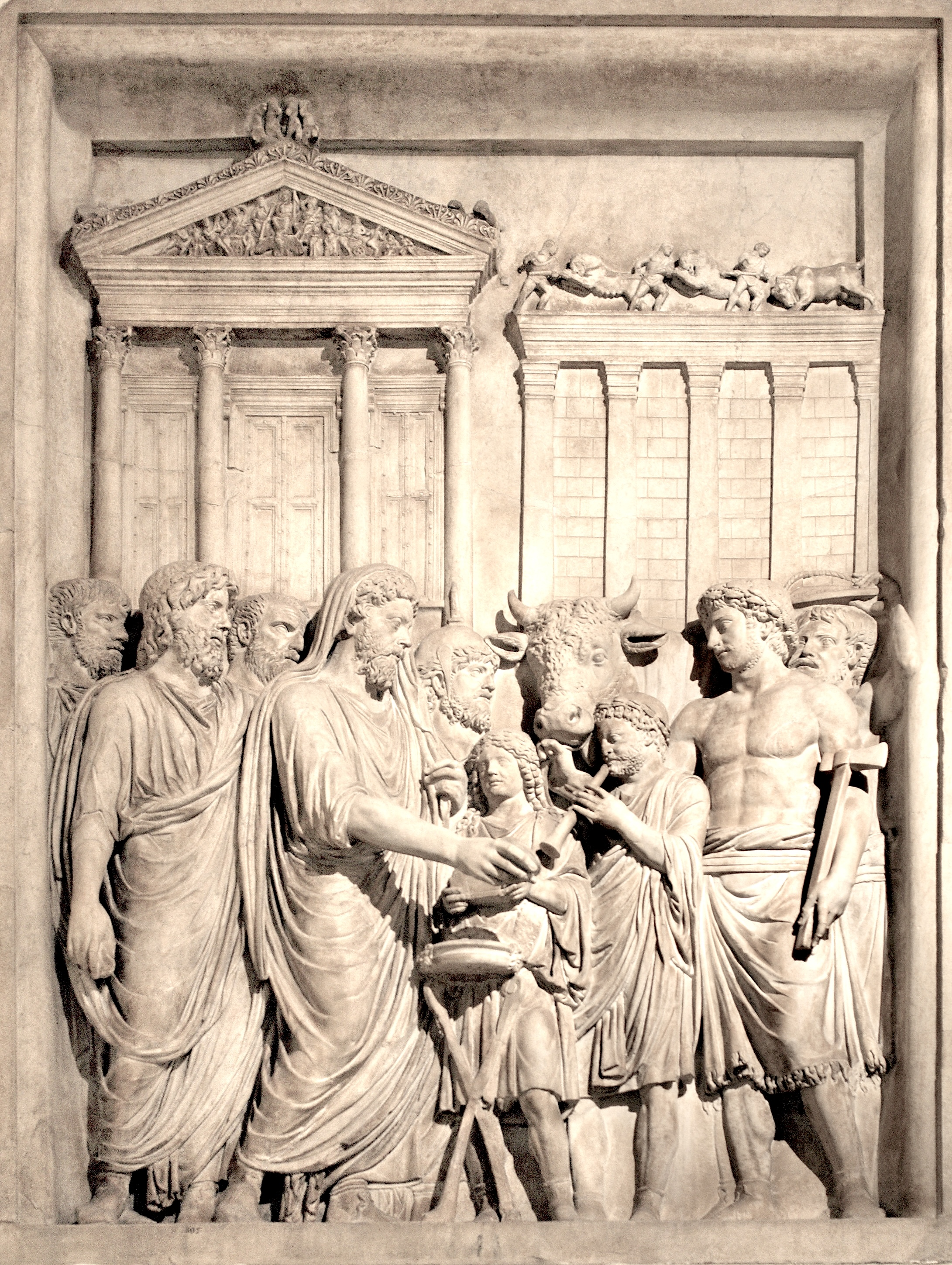
El emperador Marco Aurelio (161-180 d. C.) y miembros de la familia imperial ofrecen sacrificios en agradecimiento por el éxito contra las tribus germánicas. En los fondos se encuentra el Templo de Júpiter en el Capitolio (esta es la única representación existente de este templo romano). Bajorrelieve del Arco de Marco Aurelio, Roma, ahora en el Museo Capitolino de Roma.

Dea Dia (en latín, que significa "diosa de la luz"), en la religión de la Antigua Roma es una arcaica divinidad romana de la Tierra, protectora de la agricultura, cosechas y campos, que hace crecer las plantas en su seno.
Se compara con la diosa Tellus como madre universal y se la ha identificado, a veces, con las diosas Ops, Aca Larentia y sobre todo, con Ceres y a través de ella, con su equivalente griega Deméter. Sin embargo, cada vez más, se la considera, simplemente, una diosa local.
Dea Dia nos es conocida fundamentalmente a través del culto que la hacía la Cofradía de los Hermanos Arvales cuyos diversos registros muestran diferentes detalles del mismo. Este culto local, muy antiguo, suele ser ignorado, limitándose siempre a la hermandad, a pesar de la protección que le dio Augusto. Según inscripciones conocidas, como las encontradas en la viña Ceccarelli en Roma, las ceremonias religiosas de los Arvales se celebraban en el bosque sagrado de laureles y robles de Dea Dia, en la Via Campana.
Su fiesta móvil se celebraba anualmente durante tres días en mayo y estaba dirigida a pedir su bendición sobre los campos. Para Estrabón, era adorada durante la Ambarvalia, fiesta en honor de Ceres, a la que se asimilaba.
Ella era adorada en ciertos ritos en los cuales no podían participar los hombres (iguales a los cultos de Bona Dea, a la que fue equiparada).[cita requerida]